# Андрій (Сухенко)
Архієпископ Андрій (в миру Євген Олександрович Сухенко; 5 вересня 1900, село Озеряни, нині Бобровицького (Козелецького) району Чернігівської області — 17 червня 1973, Псково-Печерський монастир) — український релігійний діяч доби сталінізму. Єпископ Українського езкархату РПЦ, архієпископ Чернігівський.
Жертва комуністичного терору.

## Сім'я та освіта
Народився в сім'ї агронома, керуючого маєтком місцевого поміщика. Закінчив сільську початкову школу, навчався в Переяславській гімназії, закінчив третю Київський гімназію (1918).
Навчався в Київській духовній академії, а після її закриття, протягом чотирьох років — у Київському інституті народного господарства. Одночасно слухав лекції з богословських наук, які на дому читали професори Київського університету та духовної академії. Одночасно з навчанням був секретарем і іподияконом єпископа Київського Георгія (Делієва).

## Священнослужитель
6 грудня 1927 архієпископом Канівським Василем (Богдашевський) висвячений целібатом на диякона.
25 грудня 1927 єпископом Георгієм (Делієвим) — на священика і призначений настоятелем Успенської церкви в с. Новий Биків Чернігівської єпархії.
З 8 листопада 1930 року — священик Свято-Андріївського собору в Києві.
27 листопада 1932 архієпископом Київським Сергієм (Гришиним) пострижений в чернецтво.
6 грудня 1932 зведений в сан ігумена.
З 15 травня 1933 служив в Свято-Троїцькій церкві містечка Носівки Чернігівської області.
2 серпня 1934 зведений в сан архімандрита. Служив на парафіях Чернігівської, Київської, Костромської єпархій.
19 жовтня 1937 був заарештований в селі Успіння нині Парфенівського району Костромської області. 28 жовтня 1937 засуджений трійкою при УНКВС по Ярославській області на 8 років позбавлення волі. Термін ув'язнення відбував у місті Ірбіте Свердловської області в Севураллагі. 19 жовтня 1945 термін його ув'язнення закінчився, але архімандрит Андрій був залишений в таборі і звільнений лише 16 липня 1946 року.
З 24 серпня 1946 року — настоятель сільського храму в Харківській області. У 1947 року — настоятель Благовіщенського кафедрального собору міста Харкова.

## Архієрей
12 грудня 1947 визначено бути єпископом Чернівецьким і Буковинським.
23 лютого 1948 в Залі засідань Священного Синоду було звершено наречення архімандрита Андрія в єпископа Чернівецького і Буковинського.
25 лютого 1948 — хіротонізований в Богоявленському Патріаршому соборі Москви в єпископа Чернівецького і Буковинського. Хіротонію здійснювали: Патріарх Московський і всієї Русі Алексій I, Високопреосвященпие Митрополити: Крутицький і Коломенський Миколай (Ярушевич), Київський і Галицький, Екзарх України, Іоанн (Соколов), Ленінградський і Новгородський Григорій (Чуков), архієпископи: Астраханський і Сталінградський Филип (Ставицький); Уфимський і Башкирський Іоанн (Братолюбов); Чкаловський і Бузулукський Мануїл (Лемешевський); Дніпропетровський і Запорізький Андрій (Комаров); Мінський і Білоруський Питирим (Свиридов) і єпископи: Челябінський і Златоустівський Ювеналій (Кілін), Можайський Макарій (Даєв), Свердловський і Ірбітський Товія (Остроумов), Калузький і Боровський Онисифор (Пономарьов); Казанський і Татарський Гермоген (Кожин), Ташкентський і Середньо-Азіатський Гурій (Єгоров), Житомирський і Овруцький Олександр (Виноградів).
З 27 грудня 1951 також керував Вінницькою єпархією, з 1953 року — Кам'янець-Подільською єпархією.
З 1954 року — єпископ Вінницький і Брацлавський з одночасним керуванням Хмельницькою (колишньої Кам'янець-Подільською) єпархією.
З 17 жовтня 1955 року — єпископ Чернігівський і Ніжинський.
22 вересня 1956 зведений в сан архієпископа.
У 1958 року тимчасово керував Житомирській, в 1960 році — Харківської єпархіями.
2 жовтня 1961 був звільнений на спокій за власним проханням у зв'язку з порушенням проти нього кримінальної справи.
24 грудня 1961 був засуджений Чернігівським облсудом до восьми років позбавлення волі за звинуваченням в економічних злочинах (розтраті коштів) і «аморальній поведінці». Справжньою причиною його засудження став опір владі закриттю храмів і монастирів в період гонінь на церкву при Микиті Хрущові. Термін ув'язнення відбував у лагпункті № 2 міста Микунь Комі АРСР. В таборі над архієпископом Андрієм знущалися, що пізніше призвело до нервового розладу.
24 грудня 1964 по протесту Генерального прокурора СССР справу було переглянуто і термін покарання зменшено до п'яти років. Після відбуття двох третин терміну був умовно-достроково звільнений і жив на спокої в Псково-Печерському монастирі.
У серпні 1968 року у зв'язку зі зняттям судимості звернувся до патріарха з проханням про призначення на вакантну кафедру.
З 16 грудня 1969 року — архієпископ Омський і Тюменський. Його призначення фактично свідчило про те, що церква вважає звинувачення на адресу архієрея недостовірними. Однак управляв єпархією він недовго, тому що перебування в таборі призвело до важкої психічної хвороби.
Архієпископ Василій (Кривошеїн) згадував про зустріч з владикою Андрієм під час Помісного собору 1971:
На Соборі архієпископ Андрій звертав на себе увагу своєю дивною поведінкою: ні з ким не розмовляв, безперервно блаженно усміхався, дивився перед собою в простір якимось невизначеним каламутним поглядом. У всьому його вигляді було щось нескінченно трагічне.
2 лютого 1972 був почислений на спокій у зв'язку з хворобливим станом. Повернувся в Псково-Печерський монастир, де в наступному році помер. Похований в монастирських печерах.